# Ribatejo

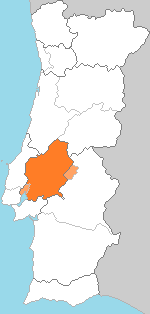
Région du Ribatejo sur la carte du Portugal.

Pour le vin, voir Ribatejo (DOC).
Ribatejo (prononciation portugaise : ʁiβɐˈtɛʒu) est une ancienne région administrative portugaise introduite par une réforme de 1936 et réorganisée par la Constitution de 1976.

## Présentation

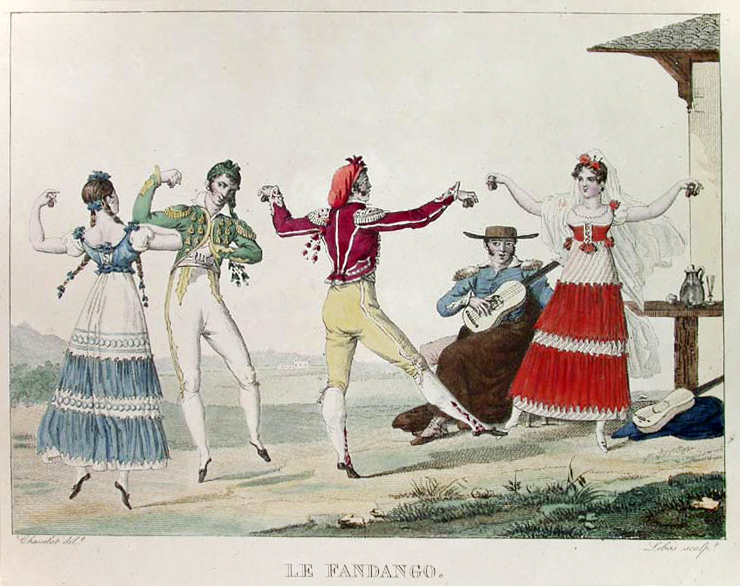
Fandango, peinture par Pierre Chasselat (1753-1814).

On y produit notamment le vin Ribatejo (DOC), d'origine contrôlée. 
La version portugaise de la danse fandango (une danse espagnole porte le même nom) est également originaire de cette région.
Cette dernière est constituée de 21 municipalités, intégrées en quasi-totalité dans le district de Santarém, deux municipalités dans le district de Lisbonne et une sur le district de Portalegre.
Située quasiment au cœur du Portugal, la région se trouve traversée par le Tage.

## Personnalités
- Armanda Duarte (1961-), artiste contemporaine